# Laurents Hallager
Laurents (Lars) Hallager, född 12 november 1777 i Bergen, död där 2 februari 1825, var en norsk språkman.
Hallager, som var verksam som läkare i Bergen, utgav 1802 Norsk ordsamling, som innehöll en mängd språkprov från Norge, med vilka han ville rikta det danska skriftspråket för att motverka dess förtyskning och språkligt närma danskar och norrmän till varandra.